# Liste der Mitglieder des Sächsischen Landtags 1893/94
Diese Liste gibt einen Überblick über die Mitglieder des 25. ordentlichen Sächsischen Landtags, der vom 15. November 1893 bis zum 16. März 1894 tagte.

## Zusammensetzung der I. Kammer

### Präsidium
- Präsident: Richard Graf von Könneritz
- Vizepräsident: Paul Alfred Stübel
- 1. Sekretär: Ernst Heinrich Thiele
- 2. Sekretär: Friedrich Theodor von Zezschwitz

### Vertreter des Königshauses und der Standesherrschaften
| Besitz oder Institution                                      | Abgeordneter                                          | Bemerkungen |
| ------------------------------------------------------------ | ----------------------------------------------------- | ----------- |
| Sächsisches Königshaus                                       | Prinz Georg Prinz Friedrich August Prinz Johann Georg |             |
| Besitzer der Standesherrschaft Königsbrück                   | Karl Robert Bruno Naumann                             |             |
| Besitzer der Standesherrschaft Reibersdorf                   | Johann Georg Graf von Einsiedel                       |             |
| Besitzer der Herrschaft Wildenfels                           | Friedrich Magnus Graf zu Solms-Wildenfels             |             |
| Vertreter der vier Schönburgischen Lehnsherrschaften         | Richard Klemens Graf und Herr von Schönburg           |             |
| Bevollmächtigter der fünf Schönburgischen Rezessherrschaften | Karl Alfred von Wächter                               |             |
| Vertreter der Universität Leipzig                            | Felix Victor Birch-Hirschfeld                         |             |

### Vertreter der Geistlichkeit
| Amt                                  | Abgeordneter              | Bemerkungen |
| ------------------------------------ | ------------------------- | ----------- |
| Evangelischer Oberhofprediger        | Ernst Julius Meier        |             |
| Dekan des Domstifts zu Bautzen       | Ludwig Wahl               |             |
| Superintendent zu Leipzig            | Johann Theodor Oskar Pank |             |
| Vertreter des Kollegiatstifts Wurzen | vakant                    |             |
| Vertreter des Hochstifts Meißen      | Gustav von Watzdorf       |             |

### Auf Lebenszeit gewählte Abgeordnete der Rittergutsbesitzer
| Wahlbezirk            | Abgeordneter                                                  | Bemerkungen |
| --------------------- | ------------------------------------------------------------- | ----------- |
| Meißner Kreis         | Rudolf Karl Freiherr von Finck                                |             |
| Meißner Kreis         | Egon Karl Kaspar Graf von Rex                                 |             |
| Meißner Kreis         | Karl Christian Arthur Freiherr Dathe von Burgk                |             |
| Erzgebirgischer Kreis | Wilhelm von Herder                                            |             |
| Erzgebirgischer Kreis | Ernst Wecke                                                   |             |
| Oberlausitz           | Ferdinand Graf und Edler Herr zu Lippe-Biesterfeld-Weißenfeld |             |
| Oberlausitz           | Johann Friedrich von Wiedebach                                |             |
| Oberlausitz           | Friedrich Theodor von Zezschwitz                              |             |
| Leipziger Kreis       | Benno Karl Rudolf von Watzdorf                                |             |
| Leipziger Kreis       | Alexis Peltz                                                  |             |
| Vogtländischer Kreis  | Rudolph Woldemar von Bodenhausen                              |             |
| Vogtländischer Kreis  | Karl Gustav Heinrich von Metzsch                              |             |

### Rittergutsbesitzer durch Königliche Ernennung
- Hans Dietrich Konrad von Trützschler
- Bernhard Edler von der Planitz
- Richard Graf von Könneritz
- Karl Kaspar Graf von Rex
- Theodor Graf zur Lippe-Biesterfeld-Weißenfeld
- Otto Ludwig Christof von Schönberg
- Leo Sahrer von Sahr
- Arnold Woldemar von Frege
- Georg Hempel
- vakant

### Magistratspersonen
| Wahlbezirk | Abgeordneter                                        | Bemerkungen |
| ---------- | --------------------------------------------------- | ----------- |
| Dresden    | Paul Alfred Stübel, Oberbürgermeister               |             |
| Leipzig    | Otto Robert Georgi, Oberbürgermeister               |             |
| Plauen     | Rudolf Bernhard August Dittrich, Bürgermeister      |             |
| Freiberg   | Franz Wilhelm Böhme, Bürgermeister                  |             |
| Riesa      | Max Heinrich Klötzer, Bürgermeister                 |             |
| Döbeln     | Ernst Heinrich Thiele, Bürgermeister                |             |
| Bautzen    | Johannes Käubler, Bürgermeister                     |             |
| Chemnitz   | Heinrich Friedrich Wilhelm André, Oberbürgermeister |             |

### Vom König nach freier Wahl ernannte Mitglieder
- Friedrich Alfred Degner
- Hermann von Nostitz-Wallwitz
- Theodor Hultzsch
- Alfred Thieme
- Bernhard Freiherr von Tauchnitz

## Zusammensetzung der II. Kammer

### Präsidium
- Präsident: Karl Gustav Ackermann
- 1. Vizepräsident: Lothar Ottokar Wilhelm Streit
- 2. Vizepräsident: Arthur Georgi
- 1. Sekretär: Carl Bernhard Speck
- stellvertretender 1. Sekretär: Johannes Müller
- 2. Sekretär: Oswald Ahnert
- stellvertretender 2. Sekretär: Robert Fritzsching

### Städtische Wahlbezirke
| Wahlbezirk | Abgeordneter                             | Partei / politische Ausrichtung       | Bemerkungen                                 |
| ---------- | ---------------------------------------- | ------------------------------------- | ------------------------------------------- |
| Dresden 1  | Eduard Wetzlich                          | Konservativer Landesverein in Sachsen |                                             |
| Dresden 2  | Paul Wilhelm Schickert                   | Konservativer Landesverein in Sachsen |                                             |
| Dresden 3  | Karl Friedrich Emil Bönisch              | DFP                                   |                                             |
| Dresden 4  | August Kaden                             | SPD                                   |                                             |
| Dresden 5  | Paul Gruner                              | SPD                                   |                                             |
| Leipzig 1  | Paul Bassenge                            | NLP                                   |                                             |
| Leipzig 2  | Otto Schill                              | NLP                                   |                                             |
| Leipzig 3  | Gustav Fritzsche                         | DFP                                   |                                             |
| Leipzig 4  | Karl Pinkau                              | SPD                                   |                                             |
| Leipzig 5  | Friedrich Maximilian Schober             | Konservativer Landesverein in Sachsen |                                             |
| Chemnitz 1 | Alfred Otto Theuerkorn                   | Deutschsoziale Partei                 |                                             |
| Chemnitz 2 | Heinrich Julius Seifert                  | SPD                                   | Nachwahl nach Wegzug von Wilhelm Liebknecht |
| Zwickau    | Lothar Ottokar Wilhelm Streit            | DFP                                   |                                             |
| 1          | Paul Wäntig                              | NLP                                   |                                             |
| 2          | Karl Friedrich August Reißmann           | Konservativer Landesverein in Sachsen |                                             |
| 3          | Reinhard Buchwald                        | Konservativer Landesverein in Sachsen |                                             |
| 4          | Wilhelm Hering                           | Konservativer Landesverein in Sachsen |                                             |
| 5          | Karl Gustav Ackermann                    | Konservativer Landesverein in Sachsen |                                             |
| 6          | Wilhelm August Seim                      | NLP                                   |                                             |
| 7          | Karl August Rudolf Rüder                 | Konservativer Landesverein in Sachsen |                                             |
| 8          | Ernst Robert Härtwig                     | Konservativer Landesverein in Sachsen |                                             |
| 9          | Ludwig Albert Julius Niethammer          | NLP                                   |                                             |
| 10         | Paul Herfurth                            | NLP                                   |                                             |
| 11         | Johannes Müller                          | Konservativer Landesverein in Sachsen |                                             |
| 12         | Oswald Ahnert                            | NLP                                   |                                             |
| 13         | Christian Heinrich Richard Bretschneider | Konservativer Landesverein in Sachsen |                                             |
| 14         | Louis Seydler                            | Konservativer Landesverein in Sachsen |                                             |
| 15         | Theodor Kästner                          | NLP                                   |                                             |
| 16         | August Friedrich Colditz                 | SPD                                   |                                             |
| 17         | Karl Albin Uhlmann                       | DFP                                   |                                             |
| 18         | Max Schubert                             | Deutschsoziale Partei                 |                                             |
| 19         | Karl Crüwell                             | NLP                                   |                                             |
| 20         | Hans von Trebra-Lindenau                 | Konservativer Landesverein in Sachsen |                                             |
| 21         | Arthur Georgi                            | NLP                                   |                                             |
| 22         | Hugo Gottfried Opitz                     | Konservativer Landesverein in Sachsen |                                             |
| 23         | Robert Adolf Kellner                     | NLP                                   |                                             |
| 24         | Rudolf Knoll                             | NLP                                   |                                             |

### Ländliche Wahlbezirke
| Wahlbezirk | Abgeordneter                 | Partei / politische Ausrichtung       | Bemerkungen                           |
| ---------- | ---------------------------- | ------------------------------------- | ------------------------------------- |
| 1          | Ernst Wilhelm Böhns          | DFP                                   |                                       |
| 2          | Karl Gustav Fährmann         | DFP                                   |                                       |
| 3          | Oskar Preibisch              | NLP                                   |                                       |
| 4          | Rudolph Elwir Hähnel         | Konservativer Landesverein in Sachsen |                                       |
| 5          | Andreas Strauch              | Konservativer Landesverein in Sachsen | sorbisch Handrij Kerk                 |
| 6          | Karl Friedrich Matthes       | Konservativer Landesverein in Sachsen |                                       |
| 7          | Karl Oswald Minkwitz         | DFP                                   |                                       |
| 8          | Michael Kockel               | Konservativer Landesverein in Sachsen | sorbisch Michał Kokla                 |
| 9          | Gustav Philipp               | DFP                                   |                                       |
| 10         | Ernst Schulze                | SPD                                   |                                       |
| 11         | Friedrich Wilhelm May        | DFP                                   |                                       |
| 12         | Friedrich Gustav Frenzel     | DFP                                   |                                       |
| 13         | Ernst Steyer                 | Konservativer Landesverein in Sachsen |                                       |
| 14         | Richard von Oehlschlägel     | Konservativer Landesverein in Sachsen |                                       |
| 15         | Philipp Steyer               | Konservativer Landesverein in Sachsen |                                       |
| 16         | Georg Horn                   | SPD                                   |                                       |
| 17         | Ernst Emil Horst             | Konservativer Landesverein in Sachsen |                                       |
| 18         | Otto Steiger                 | Konservativer Landesverein in Sachsen |                                       |
| 19         | Karl Heinrich Richter        | Konservativer Landesverein in Sachsen |                                       |
| 20         | Adolf Eulitz                 | Konservativer Landesverein in Sachsen |                                       |
| 21         | Ernst Däberitz               | Konservativer Landesverein in Sachsen |                                       |
| 22         | Johann Nepomuk Köckert       | Konservativer Landesverein in Sachsen |                                       |
| 23         | Hermann Goldstein            | SPD                                   | Nachwahl nach Wegzug von August Bebel |
| 24         | Reinhold Postelt             | SPD                                   |                                       |
| 25         | Eduard Rößner                | Konservativer Landesverein in Sachsen |                                       |
| 26         | Magnus Guido Uhlemann        | Konservativer Landesverein in Sachsen |                                       |
| 27         | Karl Paul Mehnert            | Konservativer Landesverein in Sachsen |                                       |
| 28         | Karl Ernst Seydel            | Konservativer Landesverein in Sachsen |                                       |
| 29         | Robert Fritzsching           | Konservativer Landesverein in Sachsen |                                       |
| 30         | Friedrich Geyer              | SPD                                   |                                       |
| 31         | Karl Otto                    | SPD                                   |                                       |
| 32         | Johannes Schubart            | Konservativer Landesverein in Sachsen |                                       |
| 33         | Theodor Heymann              | Konservativer Landesverein in Sachsen |                                       |
| 34         | Louis Uhlig                  | Konservativer Landesverein in Sachsen |                                       |
| 35         | Friedrich Wilhelm Kühlmorgen | Konservativer Landesverein in Sachsen |                                       |
| 36         | Heinrich Stolle              | SPD                                   |                                       |
| 37         | Karl Paul Horn               | SPD                                   |                                       |
| 38         | Johann Hermann Uhlig         | Konservativer Landesverein in Sachsen |                                       |
| 39         | Hermann Leithold             | Konservativer Landesverein in Sachsen |                                       |
| 40         | Karl Wilhelm Stolle          | SPD                                   |                                       |
| 41         | Carl Bernhard Speck          | Konservativer Landesverein in Sachsen |                                       |
| 42         | Guido Breitfeld              | Konservativer Landesverein in Sachsen | verstarb am 13. April 1894            |
| 43         | Hermann Kramer               | NLP                                   |                                       |
| 44         | Wilhelm Zeidler              | Konservativer Landesverein in Sachsen |                                       |
| 45         | Clemens Wehner               | Konservativer Landesverein in Sachsen |                                       |